# Przysięga wojskowa
Treść tego artykułu od 2024-10 należy opracować w taki sposób, aby nie uwypuklała nadmiernie polskiej specyfiki / aby nie zawężała się tylko do polskich warunków
Dokładniejsze informacje o tym, co należy poprawić, być może znajdują się w dyskusji tego artykułu.
 Po wyeliminowaniu niedoskonałości należy usunąć szablon {{Dopracować}} z tego artykułu.

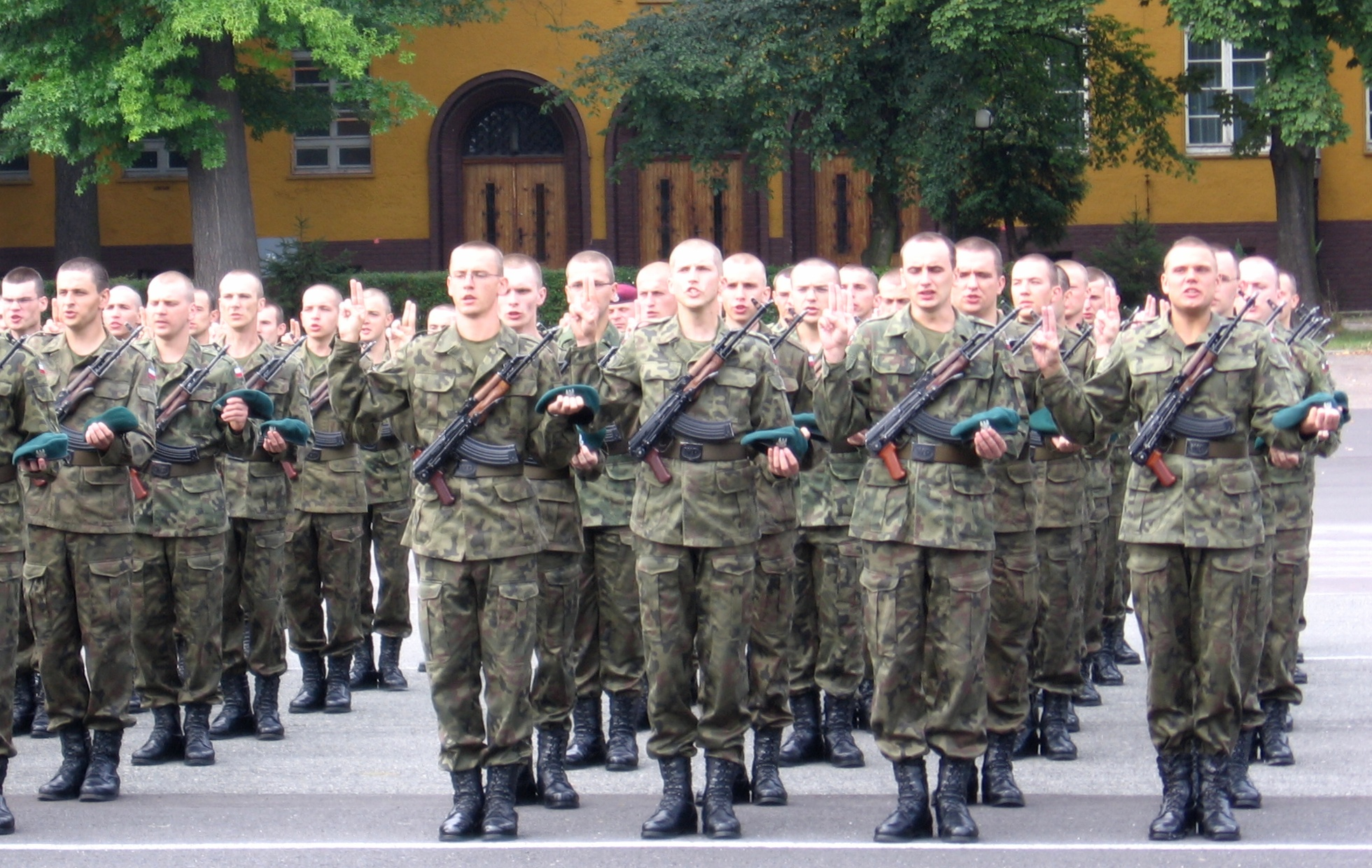
Przysięga nowo wcielonych żołnierzy

Przysięga wojskowa jest aktem ślubowania wyrażającym cele i zadania postawione żołnierzom przez ich narody. Jest zobowiązaniem żołnierzy wobec państw i narodów, stanowi źródło ich siły moralnej. Zgodnie z postanowieniem ustawy żołnierz Sił Zbrojnych składa przysięgę wojskową. Żołnierz składający przysięgę wojskową może – w zależności od własnego sumienia – odstąpić od wypowiedzenia ostatniego zdania roty. Składanie przysięgi wojskowej następuje w formie uroczystej, ustalonej w ceremoniale wojskowym.
Uroczysty akt przyrzeczenia składanego według określonej roty na sztandar, banderę lub działo, po ukończeniu przez żołnierzy szkolenia unitarnego. Przysięga jest najwyższym zobowiązaniem żołnierza wobec państwa i narodu.

## W Polsce
Od 31 października 1992 r. rota przysięgi wojskowej brzmi:
Ja, żołnierz Wojska Polskiego, przysięgam służyć wiernie Rzeczypospolitej Polskiej, bronić jej niepodległości i granic. Stać na straży Konstytucji, strzec honoru żołnierza polskiego, sztandaru wojskowego bronić. Za sprawę mojej Ojczyzny w potrzebie krwi własnej ani życia nie szczędzić. Tak mi dopomóż Bóg.
Wypowiedzenie ostatniego zdania roty nie jest obowiązkowe.

## Tradycje polskiej przysięgi wojskowej

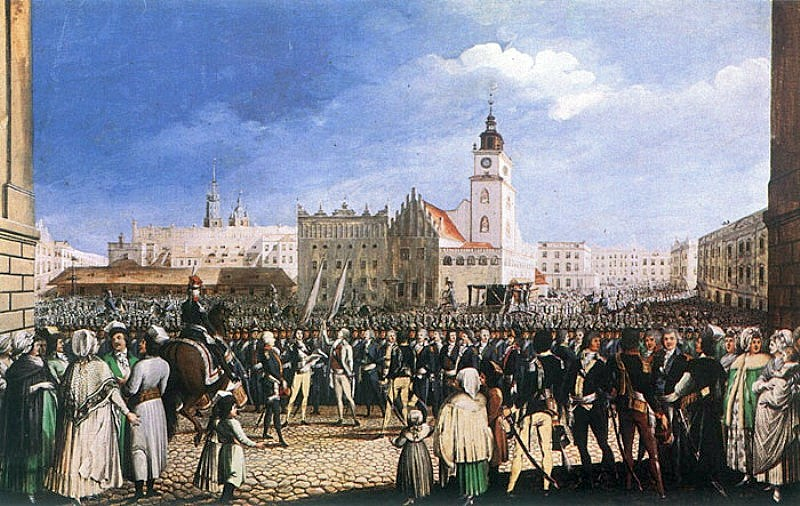
Michał Stachowicz: Przysięga Tadeusza Kościuszki na rynku krakowskim 24 marca 1794 r. (gwasz, 1804)

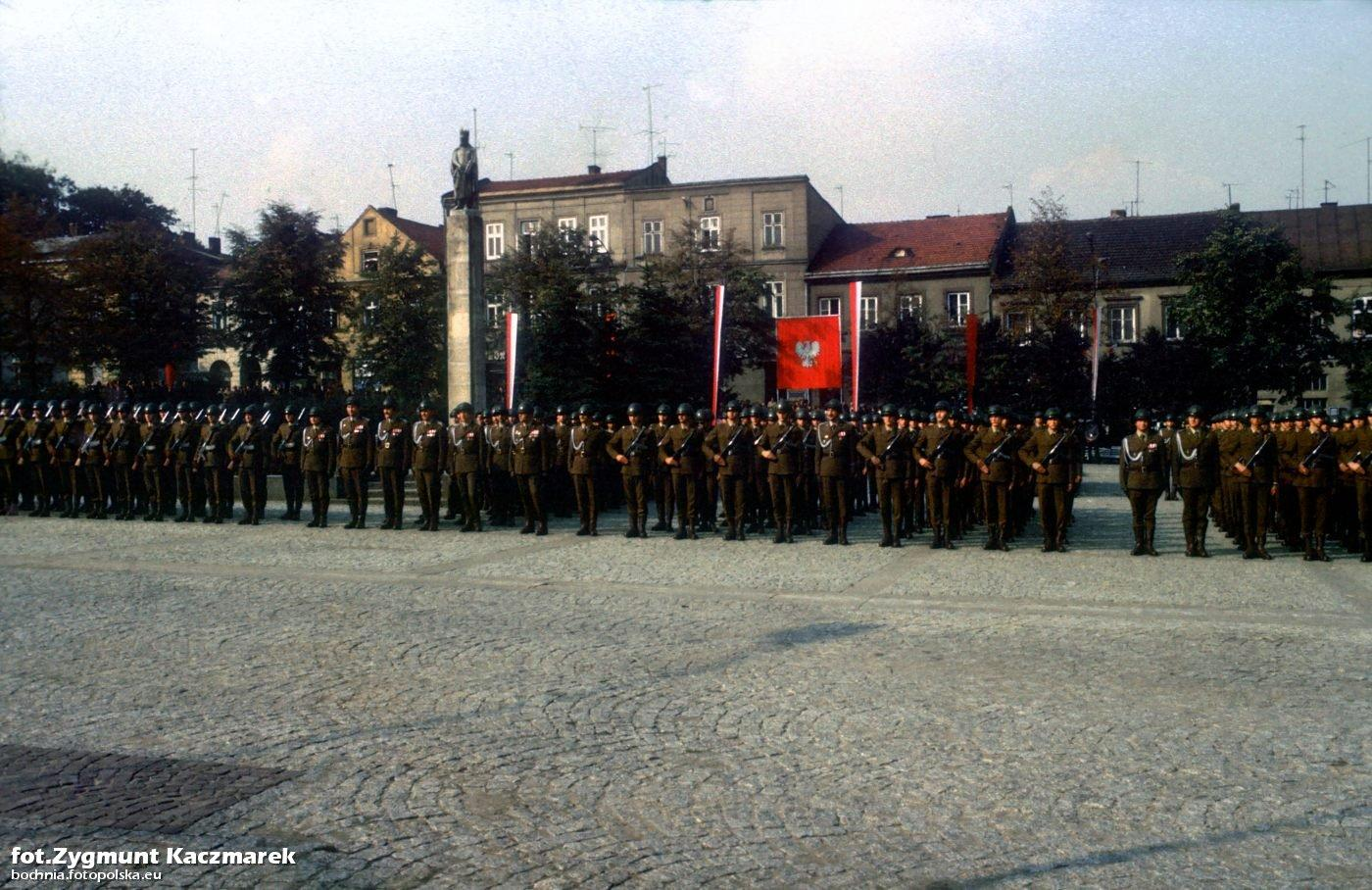
Przysięga w Bochni, lata 80. XX w.

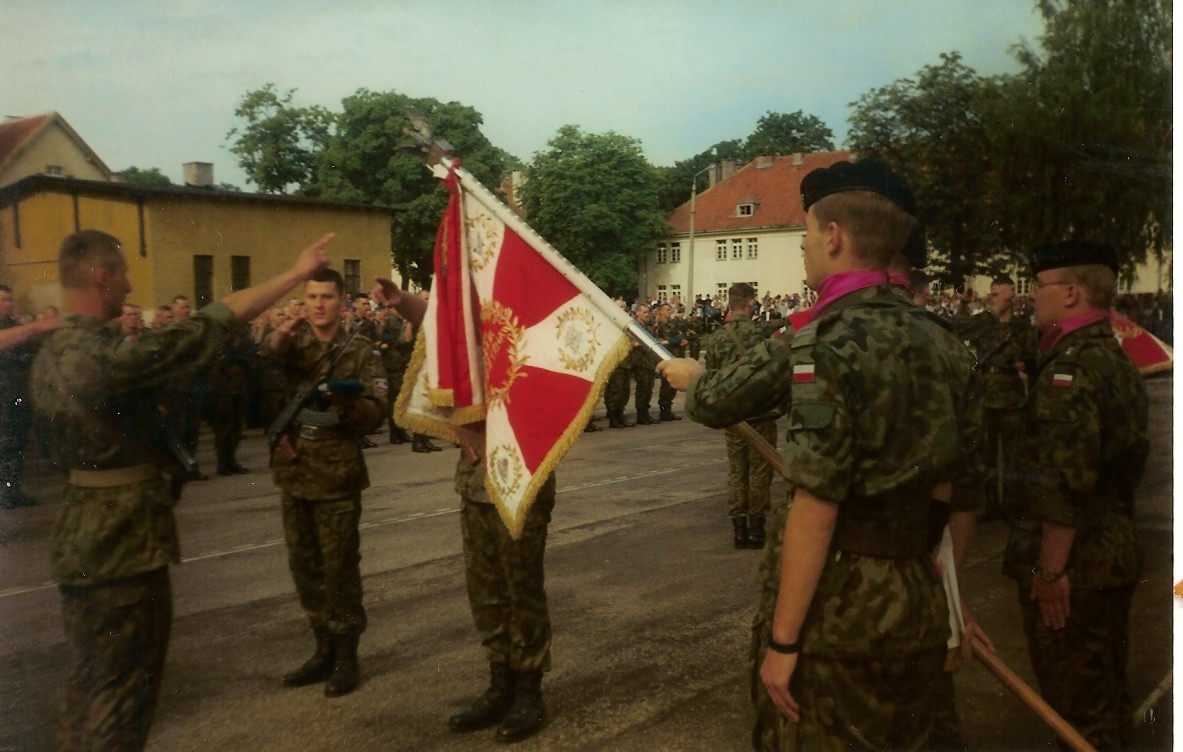
Wyróżnieni żołnierze przysięgają na sztandar

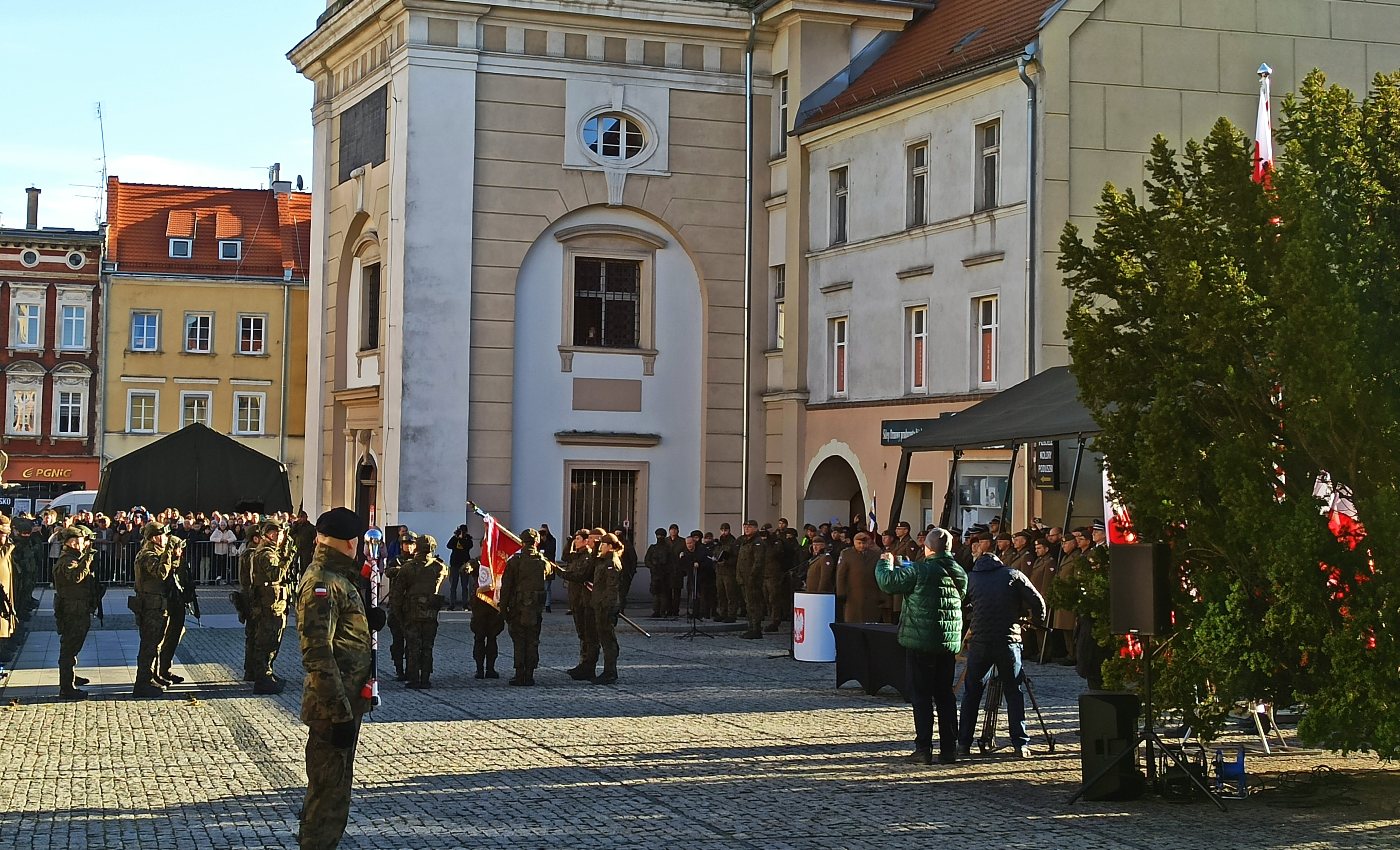
Przysięga żołnierzy 13 Śląskiej Brygady Obrony Terytorialnej w Prudniku

Bezpośrednie wzmianki o składaniu przysięgi w sprawach państwowych i wojskowych znajdujemy w Kronice Polskiej Anonima (tzw. Galla) spisanej w pierwszej połowie XII w. Z zapisków wynika, że przysięgi w owych czasach składano dosyć często i zobowiązywały one do solidarnej obrony państwa, wierności wobec panującego. Niedotrzymywanie przysiąg traktowano jako zdradę i karano pozbawianiem urzędów, wygnaniem i śmiercią. Przysięga wojskowa upowszechniła się w epoce wojsk zaciężnych, służących dla lafy. Pierwsza zachowana w źródłach polska przysięga wojskowa pochodzi z 1557 r. Jest to Przysięga Puszkarska ustanowiona przez króla Zygmunta Augusta.
Ja N. przysięgam J.K. Zygmuntowi Augustowi, z bożej łaski królowi polskiemu, wielkiemu księciu litewskiemu, ruskiemu, pruskiemu, żmudzkiemu, mazowieckiemu etc. wiernie służyć, gdzie mnie J.K.M. raczy obrócić albo posłać, we wszystkich państwach, wszędzie wiernym, posłusznym być zwierzchności, której mie J.K.M. poruczuć będzie raczył, szkod J.K.M. strzec i pożytek mnożyć, a w tych rzeczach, na których mie w posługi J.K.M. obstalowano, zawżdy wiernie i mężnie się stawić, jako wiernego i cnotliwego sługę zależeć będzie. Tak mi Pan Bóg pomóż w Trójcy Jedyny.
W tym okresie decyzją sejmu z 1601 r. zabroniono żołnierzom przebywającym za granicami, pod groźbą odpowiedzialności za popełnienie zdrady stanu, składać przysięgi obcym monarchom.
W 1634 król Władysław IV Waza wprowadził odrębne roty przysięgi wojskowej dla artylerii i wojsk cudzoziemskiego autoramentu – obowiązywały one jednak jedynie żołnierzy pochodzenia nieszlacheckiego. W rocie dla artylerii po raz pierwszy przysięgano nie tylko królowi, ale także Koronie Polskiej i Rzeczypospolitej. Podobnie brzmiały przysięgi dla jazdy i piechoty najemnej. Rozwinięto w nich obowiązki żołnierskie z uwzględnieniem działań wojennych, a także podkreślono przywiązanie do oddziału macierzystego i chorągwi. Rozwinięto też obowiązki wykonywane poza polem walki: pełnienie wart, prace w warunkach pokoju, służbą dla pożytku królewskiego.
Rok 1717 przyniósł uchwalenie przez sejm niemy juramentu (przysięgi) która była próbą ukrócenia samowoli hetmanów, często używających podległych sobie wojsk do prywatnych celów, przez zobowiązanie ich do wierności służbie i obowiązkom wojskowym.
Nad wojskiem mnie powierzonym wiernie zwierzchność trzymać będę i tegoż wojska cięższymi nad słuszność niewygodami i pracami prywatnemu pożytkowi służącymi obciążać ani wycięczać nie będę, ale go tylko na zrażenie najazdów nieprzyjacielskich zewnętrznych i wewnętrznych zażywać będę
Z treści przysiąg z tego okresu można przypuszczać, że ceremoniał ich składania ograniczał się jedynie do podpisania rot przez oddziały lub pojedynczych żołnierzy i po raz pierwszy spotykamy w tym czasie rotę przysięgi ustanowioną przez króla czy sejm. Po raz pierwszy w historii Polski przysięga wojskowa stała się aktem prawnym obowiązującym określoną grupę wojskowych.
Sejm 1776 roku najwyższą władzę nad wojskami przekazał Departamentowi Wojskowemu – kierownictwu kolegialnemu – który w 1787 roku wprowadził, obowiązującą wszystkich żołnierzy zasadę składania przysięgi na wierność królowi i Rzeczypospolitej. Objęci nią zostali rekruci, nowo zaciężni towarzysze, oraz pocztowi i nowo mianowani oficerowie.
Podczas sejmu czteroletniego (1788–1792) 20 października 1788 r. uchwalono nakaz przysięgi dla Departamentu Wojskowego. Stwierdzano tam, że władze wojskowe podlegają królowi oraz stanom skonfederowanym i winny złożyć im przysięgę na posłuszeństwo i wierność.
W 1788 r. powołano Komisję Wojskową Obojga Narodów (w miejsce Departamentu Wojskowego) – jej także nakazano złożyć przysięgę według specjalnej roty, a następnie Komisja miała nakazać całemu wojsku, komendantom twierdz i dowódcom dywizji złożenie przysięgi wojskowej na rotę ustanowioną przez sejm:
Ja N.N. przysięgam Panu Bogu wszechmogącemu w Trójcy Świętej jedynemu, jako Najjaśniejszemu Stanisławowi Augustowi królowi polskiemu i Wielkiemu Księciu Litewskiemu, tudzież stanom skonfederowanym Rzeczypospolitej pod aktem siódmego października tysiąc siedemset osiemdziesiątego ósmego roku w Warszawie pod laskami Wgo Stanisława Małachowskiego koronnego i Wgo Kazimierza księcia Sapiechy Lit. marszałków konfederacyją związanym wiernym a Komisyi Wojskowej Obojga Narodów posłusznym będę: tak mi Boże dopomóż.
Po odzyskaniu niepodległości (1918–1939) rota przysięgi była zależna od wyznania religijnego żołnierza, zaś w latach 1944–1988 rotę wielokrotnie zmieniano, w zależności od aktualnych potrzeb ideologiczno-politycznych władz. Rota ostatniej PRL-owskiej przysięgi wojskowej, obowiązująca w latach 1988–1992, brzmiała: 
Ja, obywatel Polskiej Rzeczypospolitej Ludowej, stając w szeregach Wojska Polskiego,
Przysięgam służyć wiernie Ojczyźnie i narodowi swemu, przestrzegać zasad Konstytucji, być godnym chlubnych tradycji oręża polskiego.
Przysięgam, iż nie szczędząc trudu, a w potrzebie krwi własnej ani życia, stać będę nieugięcie na straży niepodległości, suwerenności i granic kraju ojczystego, strzec pokoju w braterstwie broni z sojuszniczymi armiami.
Przysięgam dbać o honor i dobre imię wojska, sumiennie spełniać powinności żołnierskie, ściśle wykonywać rozkazy przełożonych, być zdyscyplinowanym i mężnym, uczciwym i koleżeńskim żołnierzem.
Przysięgam zdobywać wiedzę i umiejętności wojskowe, troszczyć się o powierzoną mi broń, sprzęt i mienie, dochować tajemnicy państwowej i służbowej.
Składając tę uroczystą przysięgę, jestem świadom swej odpowiedzialności wobec narodu i praw socjalistycznego państwa polskiego.
Ku chwale Ojczyzny, na sztandar przysięgam!.

## Polska przysięga wojskowa w kulturze
Rota przysięgi wojskowej jest recytowana w końcowej scenie filmu Demony wojny według Goi, w której główny bohater mjr Edward Keller (Bogusław Linda) powraca do Polski samolotem transportującym trumny poległych polskich żołnierzy.
Współczesny tekst przysięgi został zacytowany przez Braci Figo Fagot w piosence Ballada o Stachu żołnierzu z albumu Eleganckie chłopaki.